# The Magic Cloak of Oz
Pour plus de détails, voir Fiche technique et Distribution.
The Magic Cloak of Oz est un film américain muet réalisé par J. Farrell MacDonald, sorti en 1914.

## Fiche technique[1]
- Titre original : The Magic Cloak of Oz (traduction française : La Cape magique d'Oz)
- Réalisation : J. Farrell MacDonald
- Scénario : L. Frank Baum, adapté de son propre roman Queen Zixi of Ix (en)
- Direction artistique :
- Musique : Louis F. Gottschalk[2]
- Décors :
- Costumes :
- Photographie : James A. Crosby
- Montage :
- Production : L. Frank Baum et Louis F. Gottschalk
  - Production déléguée : Harry Marston Haldeman et Clarence R. Rundel
- Société de production : The Oz Film Manufacturing Company
- Distribution :  États-Unis : Paramount Pictures
- Budget :
- Pays de production :  États-Unis
- Format : Noir et blanc - Son : muet
- Genre : Fantasy
- Durée : 38 minutes
- Date de sortie :
  - États-Unis : 28 septembre 1914

## Distribution
- Mildred Harris : Princesse Margaret 'Fluff' of Noland
- Violet MacMillan : Roi Timothy 'Bud' of Noland
- Fred Woodward : Nickodemus
- Vivian Reed : Quavo
- Pierre Couderc
- Juanita Hansen : Reine Zixi of Ix
- Frank Moore
- Bernadine Zuber

## DVD
- Le film est présent dans l'édition 70th Anniversary - The Wizard of Oz - Ultimate Collector's Edition en DVD, pour la première fois sur support numérique avec de nouvelles images.